# Рубан Олександр Якович

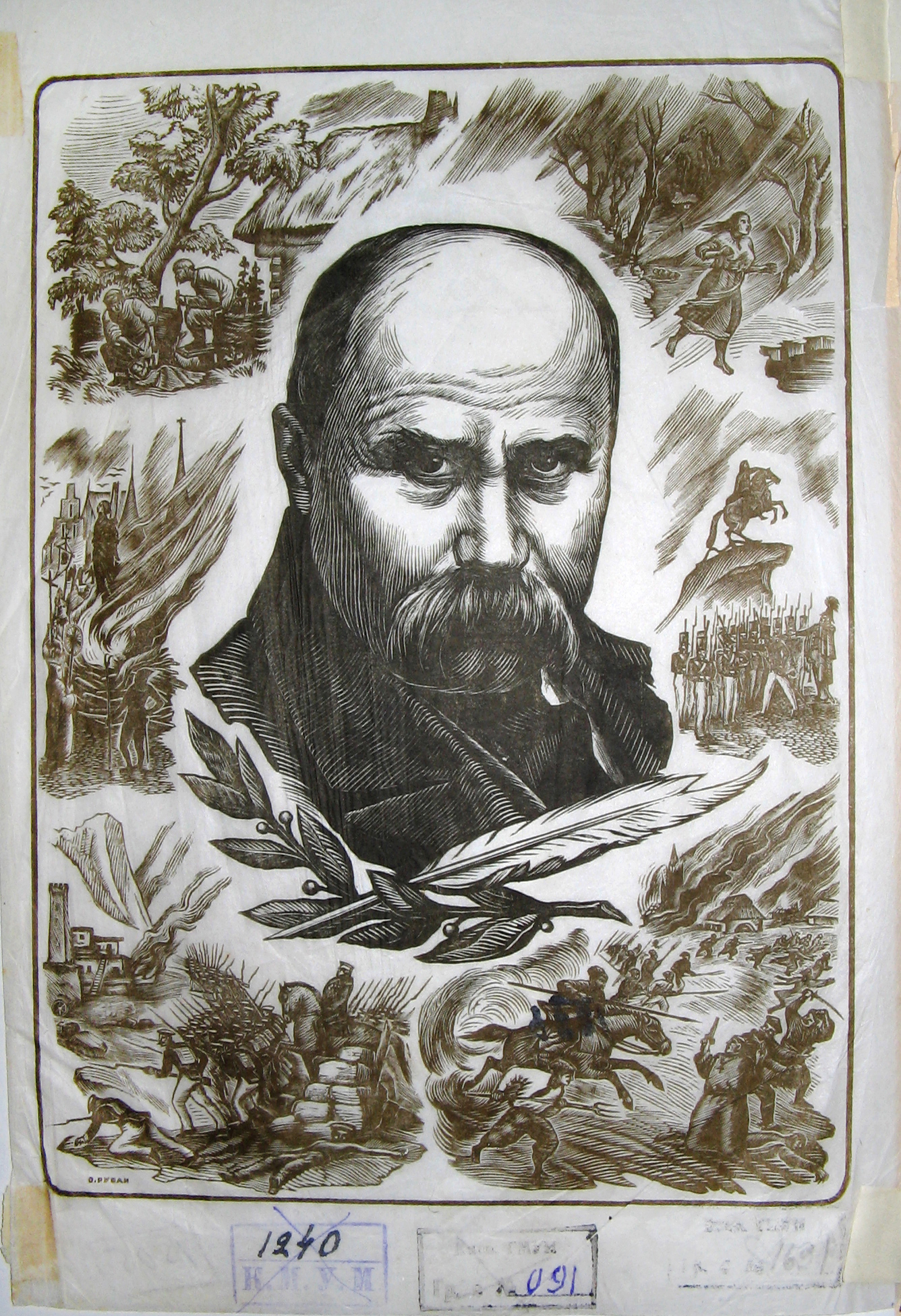
Портрет Т.Г.Шевченка

Олекса́ндр Я́кович Ру́бан (1900—1943) — український графік, представник визнаної школи українського графічного мистецтва, належав до творчої групи «бойчукістів». Представник Розстріляного відродження.

## Життєпис
Народився 3 травня (16 травня) 1900 року в родині Якова Петровича Рубана і Олександри Іванівни Єзерської в місті Києві. Малювати почав з трьох років. Після навчання в церковно-приходській школі і духовному училищі, закінчив свою середню освіту в духовній семінарії. У 1919 році вступив у Київський університет. Під час громадянської війни Олександра Яковича примусово було призвано до лав денікінської армії.
В 1920 році повернувся до Києва. За порадою свого дядька, відомого іконописця Дерев'янка, вступив до Української академії мистецтв в майстерню Михайла Бойчука. Разом з ним студентами стали О. Сахновська, Н. Ріхтер, О. Просяниченко, І. Липківський, Є. Піскорська. Провчившись 2 роки в майстерні монументального живопису, студент Рубан переходить до новоствореної графічної майстерні гравюри, яку очолила С. Налепинська-Бойчук. Взявши за основу навчання принципи бойчукізму, художниця, разом з учнями, звернулася до деревориту, «прагнучи в умовах нового часу відновити забуті традиції такого видатного явища, яким було давнє українське граверство». У 1924 році на виставці Всерабісу в Києві учень ксилографічної майстерні О.Рубан експонував 16 гравюр – «Візники» (1921), «Біля корита» (1923) та ін., – що вирізнялися національною своєрідністю та бойчукістською монументальністю. Навесні 1927 року відбувся випуск студентів Київського художнього інституту – 5 архітекторів та 18 художників. У статті, присвяченій цій події, ректор інституту І. Врона відзначив, що мистець-графік О. Рубан виконав дипломну роботу – кольорові гравюри до дитячої книжки «Дитяча мальованка», – зарекомендувавши себе «зрілим художником книги, що оволодів технікою і прагненням до простоти вираження і педагогічному підходу до дитячого малюнку». 

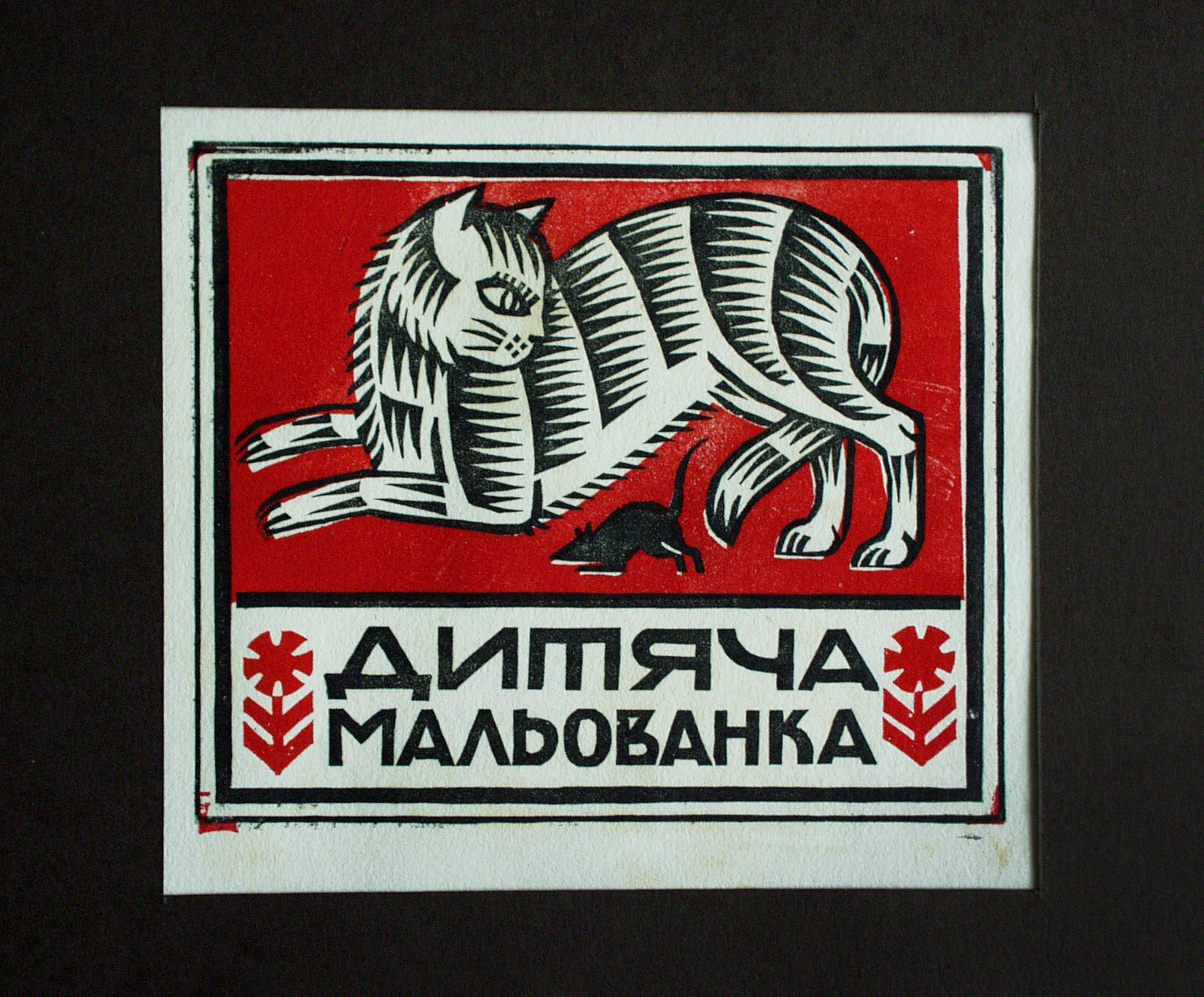
Ілюстрація до книги "Дитяча мальованка"

Викладав у Поліграфічній школі, в художньо-індустріальному профтехнікумі, в художній студії Будинку піонерів в Києві.   
На ювілейній виставці народів СРСР 1927 року в Москві О. Рубан представив гравюри до балад «Над Дніпром» В. Яблуненка. Увійшовши до літературно-мистецького об'єднання «Західна Україна», що існувала у Києві у 1925–33 рр., художник створює дереворити – обкладинки до «Гайдамаків» Т. Шевченка (1928) та «Підземної Галичини» М. Ірчана (1928), а також обгортки та мініатюрні ілюстрації до альманаху «Західна Україна». Стилістично дотримувався народного примітиву.   
У 1930–34 рр. київська група графіків-бойчукістів – С. Налепинська-Бойчук, О. Сахновська та О. Рубан взяли активну участь у міжнародних виставках графічного мистецтва у Відні, Лондоні, Берліні, Стокгольмі, Цюриху, Токіо, Філадельфії та Гельсінкі. А витончена мініатюра О. Рубана була надрукована як заставка у каталозі виставки 1933 року у Берліні – перед вступною статтею Д. Антоновича.   
Наприкінці 30-х рр. мистецтво підпадає під суворий партійний нагляд. Важко було встояти під натиском офіційної ідеології, відтак трансформація стилю бойчукістів стає дедалі помітнішою. Радянська символіка починає зустрічатися і в творах О. Рубана – зокрема, оформлення збірки «Чуття єдиної родини» П. Тичини та пісенника Л. Зимного сповнені радісно-бадьорого настрою та оптимістичного звучання соціалістичного реалізму. «І це після Голодомору 1933 і великих репресій 1937 року, – зауважує історик мистецтвознавства Л. Соколюк, дослідник творчості художника. 

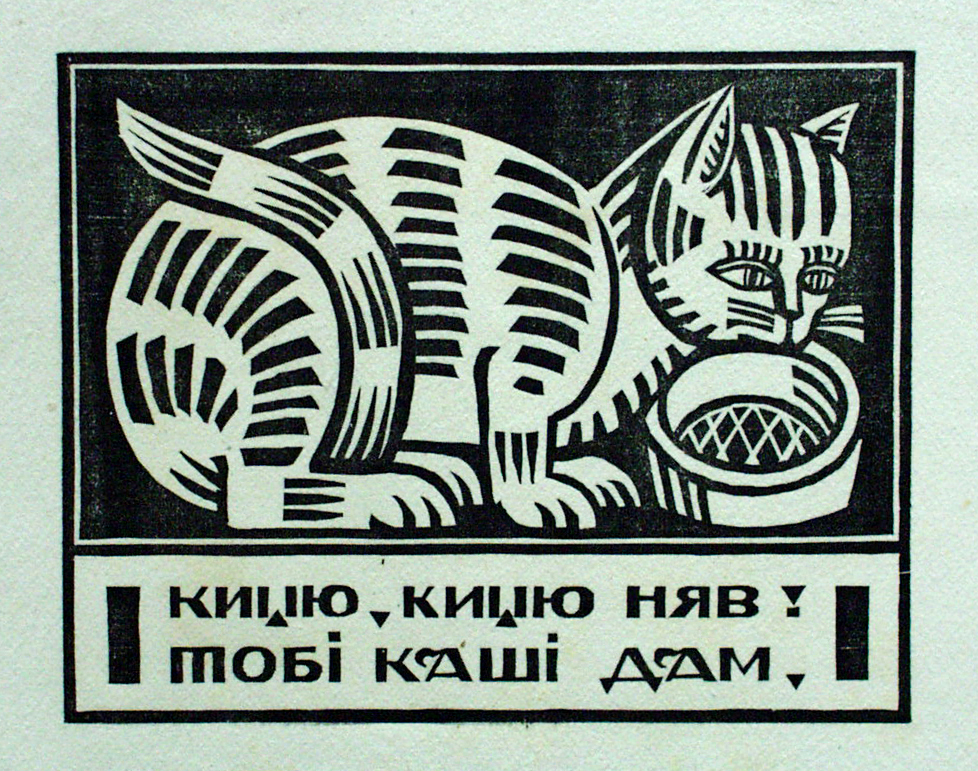
Ілюстрація до книги "Дитяча мальованка"

Олександр Рубан брав участь у багатьох художніх виставках, основні з них: 
- 1929 – Міжнародна виставка в Кельні
- 1929 – Виставка Українського мистецтва в Берліні
- 1933 – Виставка Українського мистецтва в Фінляндії, Литві, Латвії, Естонії
- 1934 – Виставка "Книжка СРСР" у Варшаві (27 робіт)
- 1934 – Виставка радянської графіки в Лондоні
- 1934 – Виставка радянської графіки в Парижі
- 1934 – Всесоюзна виставка радянської графіки в Москві
- 1936 – ІІ Міжнародна виставка гравюри на дереві в Варшаві
- 1936 – Виставка "Радянське мистецтво 1934-1935рр." в США
- 1936 – Виставка радянської графіки в Скандинавії
- 1939 – Художня виставка радянської графіки в США та Бельгії (19 гравюр).

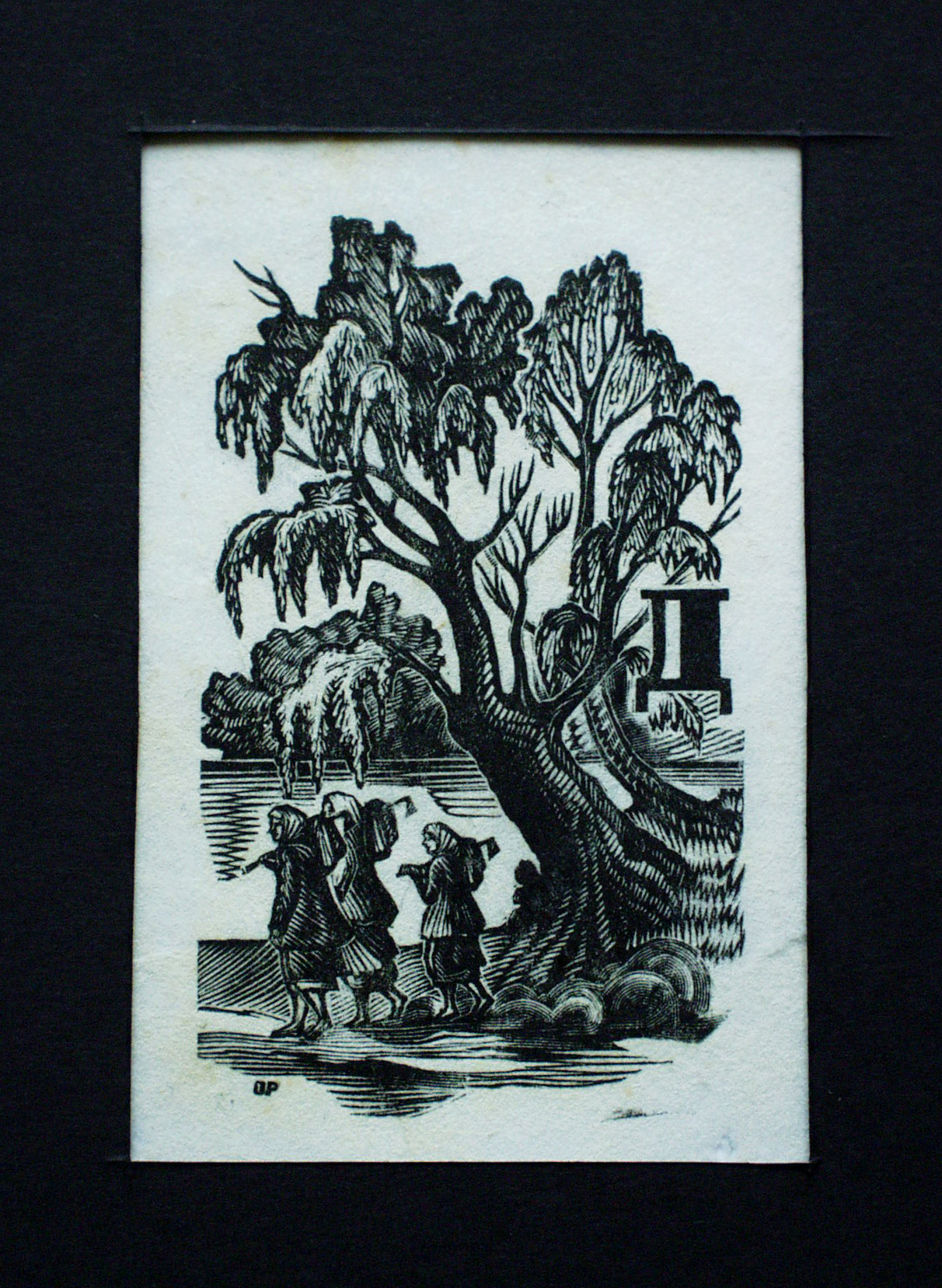
Ілюстрація до книги "Абетка"

Твори Олександра Рубана знаходяться в Національному художньому музеї України в Києві, Державному художньому музеї ім. Пушкіна в Москві. Його картина «Дівчина» значиться в каталозі 2-ї звітної виставки Української державної Академії мистецтв, що проходила у Києві восени 1921 року.
Майстер мініатюрних та кольорових дереворитів. Працював у книжковій графіці; ілюстрував дитячі книги; створював екслібриси, карикатури та ін. 
Виконав ілюстрації та обкладинки до інсценізації В. Яблуненка оповідання «Мужицька арихметика» С. Васильченка (1927), «Люди Червоної скелі» Г. Бабенка (1929), «Жакерія» Біргера і Берлянта (1931), «Село горить» В. Олексюка (1931), «Крокують мільйони» Л. Дегтярьова (1933), «Вартові миру» М. Шеремета (1936), «На шпилі» М. Дукіна (1936), «Народні пісні» Ворошилова (1937), «Під гарячим небом» М. Доленґо (1937), «Зустріч» М. Терещенка (1937), «Багатство» М. Шпака (1938), «Родина»  П. Безпощадного (1938), «Устим Кармалюк» М. Кучера (1940).
У вересні 1942 року О. Рубана, художника «Укрдержвидаву», евакуйованого до Саратова, несподівано заарештовують органи НКВС. Помер художник приблизно у червні 1943 року: причини і «точна дата смерті невідома». З бібліотек було вилучено книжки ілюстровані Олександром Рубаном, а з музеїв – його художні твори.  
Реабілітований був у 2000 році. Син Олександра, Юрій Рубан, продовжив творчий рід, ставши відомим скульптором-анімалістом.